# Vaudrimesnil
Vaudrimesnil ist eine Ortschaft und eine ehemalige französische Gemeinde mit 399 Einwohnern (Stand 1. Januar 2022) im Département Manche in der Region Normandie (vor 2016 Haute-Normandie). Sie gehörte zum Arrondissement Coutances sowie zum Kanton Agon-Coutainville.
Mit Wirkung vom 1. Januar 2019 wurden die früher selbstständigen Gemeinden Saint-Sauveur-Lendelin, Ancteville, La Ronde-Haye, Le Mesnilbus, Saint-Aubin-du-Perron, Saint-Michel-de-la-Pierre und Vaudrimesnil zur Commune nouvelle Saint-Sauveur-Villages zusammengeschlossen und haben in der neuen Gemeinde den Status einer Commune déléguée. Der Verwaltungssitz befindet sich im Ort Saint-Sauveur-Lendelin.
Nachbarorte sind Millières im Nordwesten, Périers im Nordosten, Saint-Aubin-du-Perron im Osten, Saint-Sauveur-Lendelin im Südosten, La Ronde-Haye im Südwesten und Muneville-le-Bingard im Westen.

## Bevölkerungsentwicklung
| Jahr      | 1962 | 1968 | 1975 | 1982 | 1990 | 1999 | 2008 | 2015 | 2020 |
| --------- | ---- | ---- | ---- | ---- | ---- | ---- | ---- | ---- | ---- |
| Einwohner | 269  | 294  | 332  | 286  | 332  | 386  | 425  | 432  | 445  |

## Sehenswürdigkeiten

Kirche Saint-Manvieu

- Kirche Saint-Manvieu